# Honky Château
Honky Château er det femte studiealbum af Elton John, udgivet i 1972. I 2003 blev albummet placeret som nummer 357 på Rolling Stones liste over de 500 bedste album til alle tider. Albummet var også det første med Dee Murray på basguitar og Nigel Olsson på trommer, sammen med nye medlem Davey Johnstone på guitar.
Honky Château blev et af de første af Elton Johns album til at nå førstepladsen på Billboard 200 i USA. Albummet blev certificeret guld den 24. juli 1972 og platin den 11. oktober 1995 af Recording Industry Association of America.

## Sporliste
Alle sange er skrevet af Elton John og Bernie Taupin.
| #   | Titel                                                     | Længde |
| --- | --------------------------------------------------------- | ------ |
| 1.  | "Honky Cat"                                               | 5:12   |
| 2.  | "Mellow"                                                  | 5:32   |
| 3.  | "I Think I'm Going to Kill Myself"                        | 3:35   |
| 4.  | "Susie (Dramas)"                                          | 3:25   |
| 5.  | "Rocket Man (I Think It's Going to Be a Long, Long Time)" | 4:41   |
| 6.  | "Salvation"                                               | 3:28   |
| 7.  | "Slave"                                                   | 4:21   |
| 8.  | "Amy"                                                     | 4:03   |
| 9.  | "Mona Lisas and Mad Hatters"                              | 5:00   |
| 10. | "Hercules"                                                | 5:21   |

## Musikere
- Elton John – piano, orgel
- Davey Johnstone – guitar, banjo, mandolin
- Dee Murray – basguitar
- Nigel Olsson – trommer, conga, tamburin

## Hitlister
| Hitliste (1972)                  | Placering |
| -------------------------------- | --------- |
| Australien (Kent Music Report)   | 4         |
| Canada (RPM Albums Chart)        | 3         |
| Italien (Hit Parade Italia)      | 5         |
| Japan (Oricon)                   | 21        |
| Nederlandene (MegaCharts)        | 9         |
| Norge (VG-lista)                 | 8         |
| Spanien (PROMUSICAE)             | 1         |
| Storbritannien (UK Albums Chart) | 2         |
| Tyskland (Media Control Charts)  | 43        |
| USA (Billboard 200)              | 1         |

## Certificeringer
| Land       | Certificering |
| ---------- | ------------- |
| USA (RIAA) | Platin        |